# Liste Israelischer Pokalsieger (Basketball) der Männer
Diese Liste ist eine Aufstellung israelischer Pokalsieger im Basketball. Falls bekannt ist auch der Pokalfinalist aufgeführt.

## Nach Saison
| Saison    | Pokalsieger                       | Beleg | 2. Platz / Pokalfinalist      | Beleg |
| --------- | --------------------------------- | ----- | ----------------------------- | ----- |
| 1955/56   | Maccabi Tel Aviv (Basketball)     |       | Hapoel Tel Aviv (Basketball)  |       |
| 1956/57   | nicht ausgetragen                 |       | nicht ausgetragen             |       |
| 1957/58   | Maccabi Tel Aviv (Basketball)     |       | Hapoel Tel Aviv (Basketball)  |       |
| 1958/59   | Maccabi Tel Aviv (Basketball)     |       | Hapoel Holon                  |       |
| 1959/60   | nicht ausgetragen                 |       | nicht ausgetragen             |       |
| 1960/61   | Maccabi Tel Aviv (Basketball)     |       | Hapoel Holon                  |       |
| 1961/62   | Hapoel Tel Aviv (Basketball)      |       | Maccabi Tel Aviv (Basketball) |       |
| 1962/63   | Maccabi Tel Aviv (Basketball)     |       | Hapoel Tel Aviv (Basketball)  |       |
| 1963/64   | Maccabi Tel Aviv (Basketball)     |       | Hapoel Tel Aviv (Basketball)  |       |
| 1964/65   | Maccabi Tel Aviv (Basketball)     |       | Hapoel Tel Aviv (Basketball)  |       |
| 1965/66   | Maccabi Tel Aviv (Basketball)     |       | Hapoel Tel Aviv (Basketball)  |       |
| 1966/67   | nicht ausgetragen                 |       | nicht ausgetragen             |       |
| 1967/68   | nicht ausgetragen                 |       | nicht ausgetragen             |       |
| 1968/69   | Hapoel Tel Aviv (Basketball)      |       | Maccabi Tel Aviv (Basketball) |       |
| 1969/70   | Maccabi Tel Aviv (Basketball)     |       | Hapoel Tel Aviv (Basketball)  |       |
| 1970/71   | Maccabi Tel Aviv (Basketball)     |       | Maccabi Haifa                 |       |
| 1971/72   | Maccabi Tel Aviv (Basketball)     |       | Maccabi Ironi Ramat Gan       |       |
| 1972/73   | Maccabi Tel Aviv (Basketball)     |       | Betar Jerusalem               |       |
| 1973/74   | nicht ausgetragen                 |       | nicht ausgetragen             |       |
| 1974/75   | Maccabi Tel Aviv (Basketball)     |       | Hapoel Gvat / Hapoel Yagur BC |       |
| 1975/76   | Hapoel Gvat / Hapoel Yagur BC     |       | Hapoel Tel Aviv (Basketball)  |       |
| 1976/77   | Maccabi Tel Aviv (Basketball)     |       | Hapoel Tel Aviv (Basketball)  |       |
| 1977/78   | Maccabi Tel Aviv (Basketball)     |       | Hapoel Tel Aviv (Basketball)  |       |
| 1978/79   | Maccabi Tel Aviv (Basketball)     |       | Hapoel Ramat Gan              |       |
| 1979/80   | Maccabi Tel Aviv (Basketball)     |       | Hapoel Ramat Gan              |       |
| 1980/81   | Maccabi Tel Aviv (Basketball)     |       | Hapoel Ramat Gan              |       |
| 1981/82   | Maccabi Tel Aviv (Basketball)     |       | Hapoel Ramat Gan              |       |
| 1982/83   | Maccabi Tel Aviv (Basketball)     |       | Hapoel Tel Aviv (Basketball)  |       |
| 1983/84   | Hapoel Tel Aviv (Basketball)      |       | Hapoel Ramat Gan              |       |
| 1984/85   | Maccabi Tel Aviv (Basketball)     |       | Maccabi Haifa                 |       |
| 1985/86   | Maccabi Tel Aviv (Basketball)     |       | Hapoel Holon                  |       |
| 1986/87   | Maccabi Tel Aviv (Basketball)     |       | Hapoel Gilboa Galil           |       |
| 1987/88   | Hapoel Gilboa Galil (Galil Elyon) |       | Elitzur Nethanya BC           |       |
| 1988/89   | Maccabi Tel Aviv (Basketball)     |       | Maccabi Ironi Ramat Gan       |       |
| 1989/90   | Maccabi Tel Aviv (Basketball)     |       | Hapoel Gilboa Galil           |       |
| 1990/91   | Maccabi Tel Aviv (Basketball)     |       | Hapoel Holon                  |       |
| 1991/92   | Hapoel Gilboa Galil               |       | Maccabi Rishon LeZion         |       |
| 1992/93   | Hapoel Tel Aviv (Basketball)      |       | Hapoel Ramat Gan              |       |
| 1993/94   | Maccabi Tel Aviv (Basketball)     |       | Hapoel Tel Aviv (Basketball)  |       |
| 1994/95   | Bnei Herzlia                      |       | Hapoel Holon                  |       |
| 1995/96   | Hapoel Jerusalem                  |       | Maccabi Tel Aviv (Basketball) |       |
| 1996/97   | Hapoel Jerusalem                  |       | Maccabi Tel Aviv (Basketball) |       |
| 1997/98   | Maccabi Tel Aviv (Basketball)     |       | Hapoel Gilboa Galil           |       |
| 1998/99   | Maccabi Tel Aviv (Basketball)     |       | Hapoel Jerusalem              |       |
| 1999/2000 | Maccabi Tel Aviv (Basketball)     |       | Hapoel Jerusalem              |       |
| 2000/01   | Maccabi Tel Aviv (Basketball)     |       | Hapoel Jerusalem              |       |
| 2001/02   | Maccabi Tel Aviv (Basketball)     |       | Hapoel Jerusalem              |       |
| 2002/03   | Maccabi Tel Aviv (Basketball)     |       | Maccabi Elitzur Givat Shmuel  |       |
| 2003/04   | Maccabi Tel Aviv (Basketball)     |       | Hapoel Jerusalem              |       |
| 2004/05   | Maccabi Tel Aviv (Basketball)     |       | Bnei Herzlia                  |       |
| 2005/06   | Maccabi Tel Aviv (Basketball)     |       | Hapoel Jerusalem              |       |
| 2006/07   | Hapoel Jerusalem                  |       | Bnei Herzlia                  |       |
| 2007/08   | Hapoel Jerusalem                  |       | Maccabi Tel Aviv (Basketball) |       |
| 2008/09   | Hapoel Holon                      |       | Maccabi Haifa                 |       |
| 2009/10   | Maccabi Tel Aviv (Basketball)     |       | Bnei Herzlia                  |       |
| 2010/11   | Maccabi Tel Aviv (Basketball)     |       | Elitzur Nethanya BC           |       |
| 2011/12   | Maccabi Tel Aviv (Basketball)     |       | Maccabi Rishon LeZion         |       |
| 2012/13   | Maccabi Tel Aviv (Basketball)     |       | Maccabi Haifa                 |       |
| 2013/14   | Maccabi Tel Aviv (Basketball)     |       | Hapoel Eilat                  |       |
| 2014/15   | Maccabi Tel Aviv (Basketball)     |       | Hapoel Jerusalem              |       |
| 2015/16   | Maccabi Tel Aviv (Basketball)     |       | Maccabi Ashdod                |       |
| 2016/17   | Maccabi Tel Aviv (Basketball)     |       | Hapoel Jerusalem              |       |
| 2017/18   | Hapoel Holon                      |       | Maccabi Tel Aviv (Basketball) |       |
| 2018/19   | Hapoel Jerusalem                  |       | Maccabi Rishon LeZion         |       |
| 2019/20   | Hapoel Jerusalem                  |       | Ironi Nahariya                |       |
| 2020/21   | Maccabi Tel Aviv (Basketball)     |       | Maccabi Rishon LeZion         |       |
| 2021/22   | Bnei Herzlia                      |       | Hapoel Tel Aviv (Basketball)  |       |
| 2022/23   | Hapoel Jerusalem                  |       | Maccabi Tel Aviv (Basketball) |       |
| 2023/24   |                                   |       |                               |       |

## Statistik nach Verein
| Verein                | Pokalsiege | 2. Platz |
| --------------------- | ---------- | -------- |
| Maccabi Tel Aviv      | 45         | 7        |
| Hapoel Jerusalem      | 7          | 8        |
| Hapoel Tel Aviv       | 4          | 13       |
| Hapoel Holon          | 2          | 5        |
| Hapoel Galil Elyon    | 2          | 3        |
| Bnei Herzliya         | 2          | 3        |
| Hapoel Gvat/Yagur     | 1          | 1        |
| Hapoel Ramat Gan      | 0          | 5        |
| Maccabi Haifa         | 0          | 4        |
| Maccabi Rishon LeZion | 0          | 4        |
| Ironi Ramat Gan       | 0          | 2        |
| Elitzur Netanya       | 0          | 2        |
| Beitar Jerusalem      | 0          | 1        |
| Hapoel Eilat          | 0          | 1        |
| Hapoel Givatayim      | 0          | 1        |
| Maccabi Ashdod        | 0          | 1        |
| Maccabi Giv'at Shmuel | 0          | 1        |
| Ironi Nahariya        | 0          | 1        |